# Цецьмеж
Цецьмеж (пол. Ciećmierz, нім. Zitzmar) — село в Польщі, у гміні Карниці Ґрифицького повіту Західнопоморського воєводства.
Населення — 117 осіб (2011).
У 1975-1998 роках село належало до Щецинського воєводства.

## Демографія
Демографічна структура станом на 31 березня 2011 року:
|          | Загалом | Допрацездатний вік | Працездатний вік | Постпрацездатний вік |
| -------- | ------- | ------------------ | ---------------- | -------------------- |
| Чоловіки | 56      | 7                  | 44               | 5                    |
| Жінки    | 61      | 14                 | 37               | 10                   |
| Разом    | 117     | 21                 | 81               | 15                   |